# George Emil Palade
George Emil Palade (Iaşi, Romania, 1912 - Del Mar, Estats Units, 2008) fou un biòleg i professor universitari estatunidenc, d'origen romanès, guardonat amb el Premi Nobel de Medicina o Fisiologia l'any 1974.

## Biografia
Va néixer el 19 de novembre de 1912 a la ciutat de Iaşi, capital del comtat de Iaşi. Va estudiar medicina a la Universitat de Bucarest, on es va graduar l'any 1940 i on va exercir de professor universitari fins a la Segona Guerra Mundial. L'any 1945 va emigrar als Estats Units per ampliar els seus estudis, i l'any següent establí la seva residència definitiva en aquest país, aconseguint la nacionalitat nord-americana l'any 1952. Entre 1958 i 1973 fou nomenat professor de l'Institut Rockefeller, entre 1973 i 1990 de la Universitat Yale i el 1990 de la Universitat de San Diego. Morí el 8 d'octubre de 2008 a la ciutat estatunidenca de Del Mar, a l'estat de Califòrnia, a l'edat de 95 anys.

## Recerca científica
En la seva investigació va fer estudis diversos sobre l'organització interna de les estructures cel·lulars: mitocondris, cloroplasts o aparells de Golgi entre d'altres. El seu descobriment més important, però, fou el "grànul de Palade", part del reticle endoplàsmic que posteriorment s'anomenaria ribosoma.
L'any 1974 fou guardonat amb el Premi Nobel de Medicina o Fisiologia, premi compartit amb Albert Claude i Christian de Duve, per haver descrit l'estructura i funcions de l'interior de les cèl·lules.